# Emanuel Gurlitt

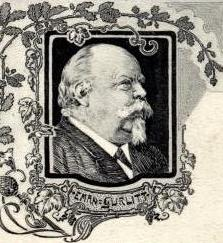
Emanuel Gurlitt

Emanuel Gurlitt (* 24. Januar 1826 in Altona; † 13. Juli 1896 in Husum) war ein deutscher Uhrmacher, langjähriger Bürgermeister von Husum und plattdeutscher Schriftsteller.

## Leben
Emanuel Gurlitt wurde als Sohn des Golddrahtziehers, Gewürzhändlers und Essenzfabrikanten („Gurlitt-Tropfen“) Johann August Wilhelm Gurlitt (1774–1855) und dessen zweiter Ehefrau Christine Helene (1784–1857), geb. Eberstein, im damals dänischen Altona geboren. Er hatte siebzehn Geschwister. Seine älteren Brüder waren der Komponist Cornelius Gurlitt und der Maler Louis Gurlitt.
Gurlitt erlernte den Beruf eines Uhrmachers. Mit 22 Jahren wurde er während der Deutschen Revolution 1848 zum Militär einberufen. Er kämpfte als Offizier im Schleswig-Holsteinischen Krieg. Bei Kolding erlitt er 1849 Verwundungen und 1850 wurde er in der Schlacht bei Idstedt so schwer verwundet, dass ihm ein Fuß amputiert werden musste. 1851 wurde er als Vollinvalide ohne Pension vom Militär entlassen. Danach siedelte er nach Husum über, wo er 1853 einen Gewürzladen eröffnete. Er wurde zum Beigeordneten der Stadt und 1873 zu deren Bürgermeister gewählt. 
Während seiner 14-jährigen Amtszeit sorgte er unter anderem dafür, dass der damals blühende Viehhandel in Husum endlich einen eigenen Marktplatz erhielt. Auf dessen Gelände steht heute das Kreishaus. Er war unter andern auch Vorsitzender des Verbandes der Vorschuss- und Credit-Vereine Nordwest-Deutschlands. Gurlitts Bedeutung ging weit über die engen Mauern Husums hinaus, denn er erwarb sich auch als vaterländischer Schriftsteller einen Namen und war ein enger Freund von Theodor Storm. Wegen seines gewaltigen Körperumfangs galt Gurlitt seinerzeit „als dickster Mann von Schleswig-Holstein“.
Gurlitt starb im Alter von 70 Jahren am 13. Juli 1896. 
In Husum wurde eine Straße nach Emanuel Gurlitt benannt.

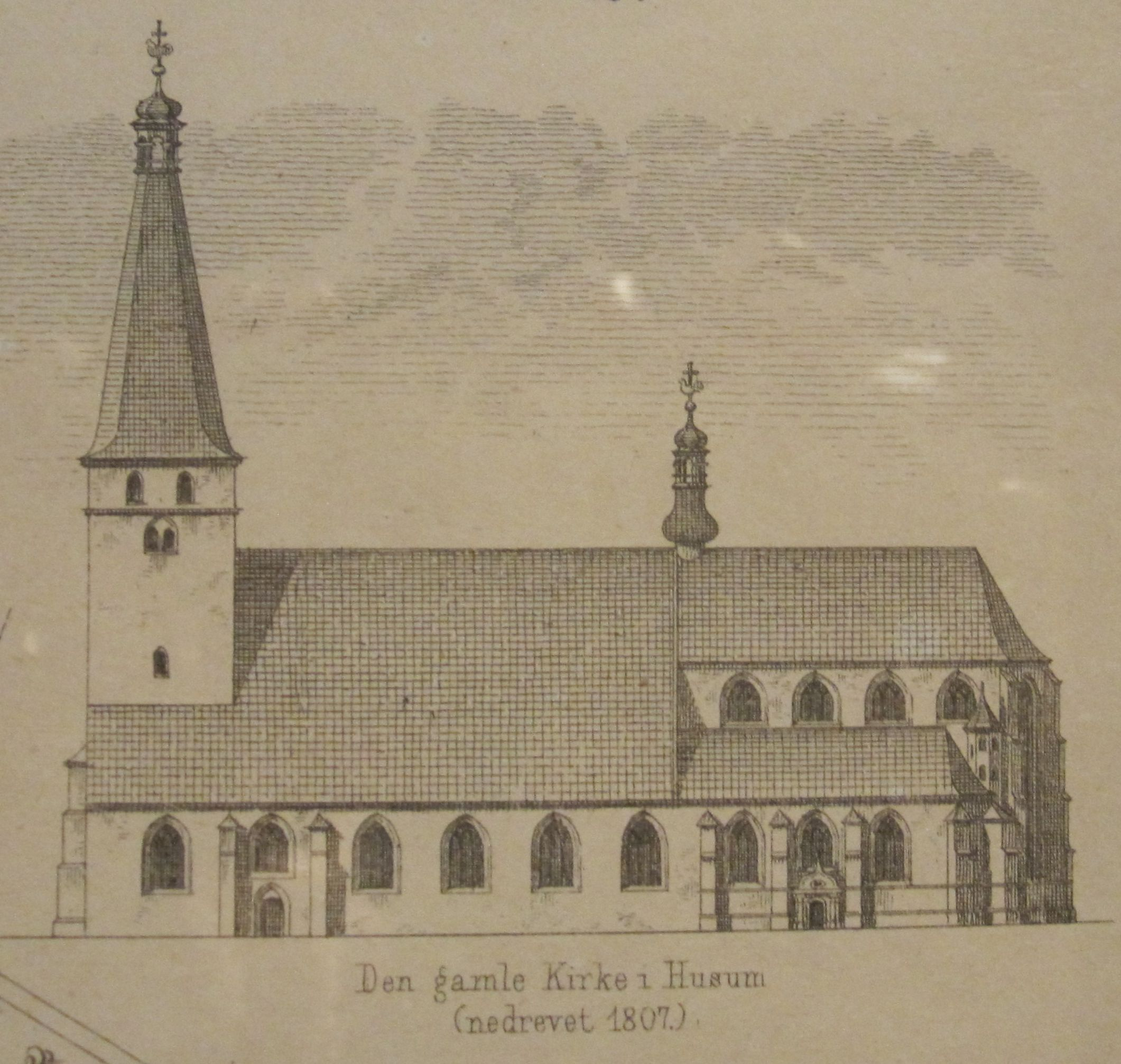
Spätgotischen Marienkirche, 1807 abgebrochen

Von Emanuel Gurlitt ist überliefert, dass er einen Engel des Bildschnitzers Hans Brüggemann (etwa 1480–1540) besaß, welcher ursprünglich im Sakramentshaus in der 1807 wegen Baufälligkeit abgerissenen spätgotischen Marienkirche stand, für das der in Husum arbeitende und verstorbene Künstler einen weiteren, lautespielenden Engel und eine Madonna mit Kind geschnitzt hatte. Der lautespielende Engel befindet sich heute im Bode-Museum auf der Berliner Museumsinsel und die Madonna mit Kind im Besitz des dänischen Königshauses. Der Gurlitt’sche Engel gilt als verschollen.

## Werke
- Meine Entlassung als Deputirter Bürger der Stadt Husum. Mohr, Kiel 1865.
- Weinsprossen. Husum 1875
- De Slacht bi de Kohstieg. En sleswig-holsteensche Dichtung. Koch, Leipzig 1877.
- Der verhängnißvolle Schlüssel: Lustspiel in einem Aufzug. E. A. Koch, Leipzig 1878.
- Incognito, oder ein Muster-Bürgermeister: Original-Lustspiel in 4 Akten. Koch, Leipzig 1879.
- Der neue Schulrath: Schwank. Agentur der Genossenschaft dramat. Autoren und Componisten, Leipzig 1879.
- Von de Nordseestrand. Plattdütsche Gedichte. Koch, Leipzig 1880.
- Erst en Näs un dann en Brill. En plattdütsch Lustspill in 1 Optog. Lühr & Dircks, Garding 1889.
- Drei Gurlitt'sche Lieder. Neugedruckt für den Schleswig-Holstein, Städtetag in Husum am 6. und 7.6.1902. Petersen, Husum 1902.